# إم كيو-35 أيه في-بات
إم كيو-35 أيه في-بات (بالإنجليزية: MQ-35A V-BAT) هي طائرة مسيرة للاستطلاع بإمكانية الإقلاع والهبوط العموديين طورتها شركة مارتن يو أيه في، التي تُعرف الآن باسم شيلد أيه آي.
استُخدمت الطائرة المسيرة في-بات في مناطق نزاعات عديدة، بما في ذلك البحر الأسود ومنطقة البحر الكاريبي والشرق الأوسط. في أوكرانيا، نقلت وسائل الإعلام أن طائرات في-بات صمدت في وجه هجمات الحرب الإلكترونية التي أسقطت طائرات مسيرة أخرى.

## التصميم والقدرات
تمكِّن المروحة الأنبوبية أحادية المحرك في طائرة في-بات من الإقلاع والهبوط عموديًّا في الأماكن الضيقة والانتقال من وضع التحليق العمودي إلى الطيران الأفقي. يسمح لها برنامج الاستقلالية الخاص بها، بما في ذلك هايفمايند من شيلد أيه أي، بالعمل في بيئات لا تتوفر فيها أنظمة تحديد المواقع العالمية والاتصالات. تصميمها المدمج وقدرتها على التحليق يجعلها مناسبة للعمليات على متن السفن والمناطق الأرضية الضيقة.
في أكتوبر 2023، أعلنت شيلد أيه آي أن في-بات قد حققت قدرات الإسراب المسير باستخدام Hivemind AI الذي يمكِّن من التنسيق بين مركبات متعددة والعمليات المستقلة الموزعة.

## التاريخ
في أواخر أبريل 2021، اختارت البحرية الأمريكية في-بات لأغراض بناء نماذج أولية والتطوير. بدأت الشركة جهودها لهذا البرنامج في وقت لاحق من ذلك العام.
في فبراير 2022، طلبت الشركة البرازيلية في إس كيه تاكتيكال عددًا غير معلن عنه من طائرات في-بات لأدوار الأمن والمراقبة.
في 21 ديسمبر 2022، سلمت طائرة مسيرة من طراز في-بات وطائرة أخرى Skyways V2.6B بأول عمليات تسليم بضائع مسيرة إلى سفينة تابعة للبحرية الأمريكية في البحر. حملت كل طائرة مسيرة حمولة قدرها 22.5 كجم لمسافة 200 ميل بحري (370 كم).
في مارس 2023، اختار جيش الولايات المتحدة طائرة في-بات للتنافس في مسابقة نظام الطائرات المسيرة التكتيكية المستقبلية (FTUAS)، Iلمرحلة الثانية لتحل محل آر كيو-7 بي شادو. تعاونت شيلد أيه آي مع شركة نورثروب جرومان في المسابقة.
في يوليو 2024، منح خفر السواحل الأمريكي شركة شيلد أيه آي عقدًا بقيمة 198 مليون دولار لتوفير خدمات نظام الطائرات المسيرة البحرية باستخدام في-بات. وقد كان هذا واحدًا من أكبر عمليات نشر الطائرات المسيرة المملوكة والمدارة من طرف مقاولين لأغراض الاستخبارات البحرية والمراقبة والاستطلاع.
نُشرت طائرات في-بات مع وحدات مشاة البحرية الاستكشافية.
في نوفمبر 2024، أبرمت شركة شيلد أيه آي صفقة مع مجموعة جي إس دبليو للدفاع والجو فضاء لتصنيع الطائرات المسيرة في-بات في الهند. وتضمنت الصفقة استثمارًا بقيمة 90 مليون دولار لنقل التقنية، وإنشاء منشأة تصنيع، وبرامج امتثال لدعم متطلبات الإنتاج المحلية والدولية.
في ديسمبر 2024، أعلنت شيلد أيه آي وبالانتير للتقنية عن تعميق شراكتهما الاستراتيجية ونشر تقنية Warp Speed من بالانتير لتصنيع في-بات.
في يناير 2025، أعلنت شيلد أيه آي أن قوات الدفاع الذاتي البحرية اليابانية اختارت طائرات في-بات لإجراء أعمال الاستطلاع والمراقبة.
في يوليو 2025، أعلنت شيلد أيه آي أن هولندا وقعت عقدًا مع الشركة لتوريد 8 طائرات مسيرة من طراز في-بات ستؤدي مهام الاستطلاع والمراقبة والاستخبارات للقوات البحرية الملكية الهولندية ومشاة البحرية.

## المواصفات
الخصائص العامة
- طاقم: لا يوجد
- طول: 9 قدم (2.7 م)
- باع الجناح: 9.7 قدم (3.0 م)
- الوزن الإجمالي: 125 رطل (57 كـغ)
- محركات: 1 × محرك ثنائي الإسطوانة Suter TOA 288

أداء
- السرعة القصوى: 56 ميل/س؛ 49 عقدة (90 كم/س)
- قدرة التحمل: 10 ساعات
- سقف الخدمة: 20,000 قدم (6,096 م)

إلكترونيات الطيران

كاميرات كهربصرية تحت الحمراء ذات الموجة المتوسطة.

## وصلات خارجية
- موقع الشركة